# ЕСПЧ и Россия
ЕСПЧ и Россия — отношения между Европейским судом по правам человека (ЕСПЧ) и властями Российской Федерации. Жалоба в ЕСПЧ на действия властей России может быть подана в отношении событий, имевших место с 5 мая 1998 года по 16 сентября 2022 года. Подать жалобу можно на действия властей, совершенные на территории, на которой власти России осуществляют «эффективный контроль». Помимо территории Российской Федерации, к этой территории относятся также непризнанные ООН государства — Абхазия, Южная Осетия, Приднестровская Молдавская Республика (несмотря на возражения российских властей), ДНР и ЛНР. По количеству поданных жалоб Россия занимает первое место в Совете Европы.
Согласно российскому уголовно-процессуальному законодательству, в случае выявления ЕСПЧ определённых нарушений в уголовном судопроизводстве судебное решение подлежит отмене, а дело направляется на пересмотр. Решение о пересмотре принимает президиум Верховного суда Российской Федерации. В 2016 году Председатель Верховного суда Российской Федерации внес в Президиум 77 представлений в связи с решениями ЕСПЧ. В результате были отменены 36 приговоров и 31 постановление по уголовным делам.
Россия — единственная страна Совета Европы, где законодательно (с 2015 года) было установлено право властей не исполнять решения ЕСПЧ. По состоянию на июнь 2022 года ЕСПЧ передал на исполнение с начала членства России в Совете Европы 3395 дел, по которым Россия должна была выплатить компенсации на общую сумму в 2,02 млрд евро. Реально Россия выплатила на июнь 2022 года 74 млн евро. Неисполненными на июнь 2022 года оставались 2030 дел, по которым ЕСПЧ вынес решение против России.
После исключения России из Совета Европы установилась следующая ситуация. Власти России отказались исполнять все решения ЕСПЧ, вступившие в законную силу после 15 марта 2022 года (в том числе вынесенные по нарушениям, имевшим место до 15 марта 2022 года). Это значит, что по данным решениям власти России не будут платить назначенные ЕСПЧ компенсацию, а сами решения не будут основанием для пересмотра гражданских, административных и уголовных дел. ЕСПЧ в свою очередь решил, что может принять к рассмотрению любую жалобу в отношении России на нарушения, имевшие место до 16 сентября 2022 года. То есть ЕСПЧ продолжит принимать жалобы против России.

## Порядок подачи жалобы в ЕСПЧ против России
Европейская конвенция о правах человека, устанавливающая компетенцию Европейского суда по правам человека, для России вступила в силу 5 мая 1998 года (Россия сделала ряд оговорок к конвенции), одновременно с Первым и Четвёртым протоколами к ЕКПЧ. Седьмой протокол вступил в силу для России 1 августа 1998 года.

### Срок подачи жалобы и российские средства правовой защиты, которые должен исчерпать заявитель
При определении того, не пропущен ли срок подачи жалобы, по общему правилу, ЕСПЧ не принимает во внимание обращения о пересмотре вступивших в законную силу судебных постановлений, приговоров и определений (например, в порядке надзора), обращения в Конституционный суд, поскольку такие обращения не рассматриваются Судом как эффективные средства правовой защиты по смыслу пункта 1 статьи 35 Конвенции. Исключение составляют жалобы в порядке надзора в арбитражном процессе. В 2012—2013 гг. в российское процессуальное право были внесены изменения, значение которых для определения эффективности средств правовой защиты в практике суда сразу прояснено не было. По оценке кандидата юридических наук О. Анищика, данной в 2015 году, кассационные жалобы в гражданском процессе по общему правилу являются внутренним средством правовой защиты, то есть, должны быть использованы до обращения в ЕСПЧ. В 2016 году ЕСПЧ счёл подачу кассационных жалоб в порядке, предусмотренном УПК РФ с 11 января 2015 года, неэффективным средством правовой защиты, не влияющим на исчисление шестимесячного срока на обращение в ЕСПЧ..
Эффективные средства российской правовой защиты, которые должен исчерпать заявитель (чтобы подать жалобу в ЕСПЧ), меняются с изменением российского законодательства. В апреле 2020 года ЕСПЧ признал неприемлемой жалобу шести российских заявителей (дело «Шмелев и другие против России».), жаловавшихся на ненадлежащие условия их содержания в местах лишения свободы. Причиной стали изменения в российском законодательстве декабря 2019 года, которые ввели право заключённого обжаловать в трёхмесячный срок условия его содержания (вне зависимости от вины должностных лиц) в российский суд. Данный правовой механизм ЕСПЧ признал эффективным средством. На этом основании ЕСПЧ принял решение приостановить рассмотрение всех жалоб российских заключённых на условия их содержания. Российским заключенным-заявителям было предложено до 27 июня 2020 года подать жалобу в российский суд в новом порядке. В случае же непрохождения этой процедуры жалоба заключённого будет признана ЕСПЧ неприемлемой. Решение ЕСПЧ коснулось большого количества жалоб. По состоянию на март 2020 года на рассмотрении ЕСПЧ находились поступившие из России 1450 жалоб на условия содержания в СИЗО и 3600 жалоб на условия содержания в колониях. Таким образом, требование исчерпать новое эффективное российское средство обжалования было распространено ЕСПЧ как на будущие жалобы, так и на поданные до его появления. В апреле 2020 года ЕСПЧ снял с рассмотрения (до исчерпания нового эффективного средства национальной защиты) сотни жалоб российских заключённых (в том числе поданных в ЕСПЧ в 2017—2019 годах до введения нового российского компенсаторного механизма). В одном из таких решений (вынесенном по жалобам 115 человек из России) сообщалось со ссылкой на дело «Шмелев и другие против России»:

новое компенсационное средство правовой защиты, предусмотренное [российским] законом, является эффективным… в отношении всех случаев, связанных с досудебным содержанием под стражей и некоторых случаев содержания в исправительных колониях
Всего (как сообщало Министерство юстиции Российской Федерации 31 марта 2020 года) ЕСПЧ снял с рассмотрения в связи с неисчерпанием нового средства обжалования более 2 тысяч жалоб осужденных из России. При этом в российском суде размер компенсации за ненадлежащие условия содержания под стражей оказался намного меньшим, чем тот, который назначал ЕСПЧ. Так, бывший заключенный Виктор Кралин (его жалоба была объединена с жалобами еще 112 заявителей и им всем ЕСПЧ указал обращаться в российский суд) в 2021 году по решению Свердловского областного суда за более чем 1,5 тысячи дней ненадлежащих условий содержания получил 82,5 тысячи рублей, то есть около 1 тысячи евро. При этом в практике ЕСПЧ размер компенсации составлял 25 евро за каждый день ненадлежащих условий содержания, то есть за 1,5 тысячи дней компенсация могла составить около 40 тысяч евро.
В 2021 году аналогичная ситуация произошла с российскими жалобами на приговоры по уголовным делам. В 2021 году вступил в силу закон, который установил, что вступивший в законную силу приговор суда может быть обжалован в кассационном порядке в течение 6 месяцев со дня вступления приговора в законную силу. При этом лицам, которые не воспользовались правом до вступления поправок, дано 6 месяцев со дня вступления поправок на обжалование своих вступивших в силу приговоров. До вступления в силу этих поправок ЕСПЧ не рассматривал российскую кассацию по уголовным делам как эффективное внутреннее средство обжалования (в частности, ЕСПЧ указывал на это в постановлении по делу «Кашлан против России»). Однако в «Адвокатской газете» сразу же после поправок 2021 года было сообщено, что ЕСПЧ будет рассматривать кассацию по уголовным делам (обжалование в кассационный суд общей юрисдикции) как внутреннее эффективное средство правовой защиты, которое заявитель должен пройти до подачи жалобы в ЕСПЧ. Практика ЕСПЧ показала, что ЕСПЧ стал не только рассматривать с 2021 года кассацию по уголовным делам как эффективное средство обжалование, но и стал признавать неприемлемыми те жалобы на не обжалованные в кассацию приговоры, которые поступили в ЕСПЧ до поправок 2021 года. Так, ЕСПЧ признал неприемлемой жалобы «Аникеев и Ермакова против России», так как осужденные Аникеев и Ермакова (обратились в ЕСПЧ до вступления поправок 2021 года) не обжаловали свои приговоры в кассационной инстанции. При этом ЕСПЧ указал, что Аникеев и Ермакова вправе обратиться в ЕСПЧ после того, как обжалуют свои приговоры в кассационную инстанцию.

### Территория, на которой совершено нарушение прав заявителя
ЕСПЧ рассматривает жалобу о нарушениях Конвенции, совершенных в пределах территории, которую фактически контролирует страна, в отношении которой подана жалоба. Поэтому ЕСПЧ рассматривает жалобы против России на нарушения прав человека, совершенных властями территорий за пределами международно признанных границ Российской Федерации. В частности, ЕСПЧ принимает жалобы на нарушения Конвенции, совершенные властями непризнанной ООН Приднестровской Молдавской Республики.

## Представительство России в суде и при нём
Российскими судьями ЕСПЧ были:
- Владимир Туманов (1997—1998)
- Анатолий Ковлер (1999—2012)
- Дмитрий Дедов (2012—2021)
- Михаил Лобов (2022)[19]

В «деле ЮКОСа» судья Ковлер (как и первый заменивший его судья, В. Мусин) брал самоотвод.
По состоянию на 2021 год в списке судей ad hoc от России перечислены:
- Андрей Бушев
- Бахтияр Тузмухамедов
- Ольга Ведерникова[21]

Уполномоченным Российской Федерации (то есть адвокатом правительства) долгое время работал Павел Лаптев, в 2007 году на эту должность назначена Вероника Милинчук, в 2008 году — Георгий Матюшкин, в 2017 году — Михаил Гальперин.. Уполномоченный одновременно является заместителем министра юстиции Российской Федерации.
- Павел Лаптев (1999—2007)
- Вероника Милинчук (2007—2008)
- Георгий Матюшкин (2008—2017)
- Михаил Гальперин (2017—2021)
- Михаил Виноградов (2021—2022)

## Статистическая информация по делам против России
По данным за 2012 год, Россия занимает 1-е место по числу жалоб, переданных на рассмотрении судейскими составами. По более объективному показателю числа жалоб на душу населения РФ заняла тогда 21-е место из 47, а в 2018 году, по данным Минюста России — уже 31-е. В 2021 году Минюст России сообщил, что Россия занимала 24-е место по количеству поданных в ЕСПЧ жалоб (в расчёте на 100 тысяч человек населения) среди стран Совета Европы.
Всего на конец 2012 года на рассмотрении судейских составов находилось 28,6 тысячи жалоб против РФ, или 22,3 % всех рассматриваемых жалоб. На март 2014 года Россия передвинулась с первого места по числу рассматриваемых жалоб на третье. На начало 2019 года Россия лидировала по количеству жалоб в ЕСПЧ, которые ожидают производства. Количество нерассмотренных дел в Страсбурге в отношении России составило порядка 11,7 тыс. На конец 2019 года на рассмотрении суда находились 15 050 жалоб в отношении России — рекорд за последние семь лет.
В 2020 году число жалоб из России, признанных приемлемыми (и соответственно переданных на рассмотрение в судебные составы), существенно сократилось в том числе по причине введения в России нового внутреннего правового механизма рассмотрения жалоб заключённых на условия содержания. По официальным данным, опубликованным ЕСПЧ, в 2020 году более, чем на 30 % уменьшилось число жалоб против России, переданных на рассмотрение в судебные составы ЕСПЧ. При этом в 2020 году увеличилось число дел, урегулированных в досудебном порядке. Если в 2019 году в досудебном порядке урегулировали 619 дел, то в 2020 году — 723 дела.
Согласно статистике ЕСПЧ, количество дел из России, передаваемых судейским составам, меняется следующим образом:
- 2006 год — 10 132
- 2007 год — 9497
- 2008 год — 10 146
- 2009 год — 13 666[29]
- 2010 год — 14 309
- 2011 год — 12 455
- 2012 год — 10 755[25]
- 2013 год — 12 330[30]
- 2014 год — 8916[31]
- 2015 год — 6003
- 2016 год — 5587
- 2017 год — 7957[32]

По состоянию на январь 2010 года Судом приняты постановления (решения по существу) по 862 российским делам, в 815 из которых было установлено нарушение хотя бы одной из статей Европейской конвенции о защите прав человека и основных свобод или её протоколов.
За 2010 год ЕСПЧ было принято 217 постановлений по делам против России, из них в 204 усмотрены нарушения.
За 2011 год ЕСПЧ было принято 133 постановления по делам против России, из них в 121 усмотрены нарушения.
За 2012 год ЕСПЧ было принято 134 постановления по делам против России, из них в 122 усмотрены нарушения.
За 2013 год ЕСПЧ было принято 129 постановлений по делам против России, из них в 119 усмотрены нарушения.
За 2014 год ЕСПЧ было принято 129 постановлений по делам против России, из них в 122 усмотрены нарушения.
За 2015 год ЕСПЧ было принято 116 постановлений по делам против России, из них в 109 усмотрены нарушения.
За 2016 год ЕСПЧ было принято 228 постановлений по делам против России, из них в 222 усмотрены нарушения.
За 2017 год ЕСПЧ было принято 305 постановлений по делам против России, из них в 293 усмотрены нарушения..
За 2018 год ЕСПЧ вынес 238 решений против России, в которых усмотрел хотя бы одно нарушение со стороны России Европейской конвенции (второе место по числу таких решений заняла в 2018 году Турция — 140 таких решений).
За 2019 год ЕСПЧ вынес 198 решений по жалобам из России. Отсутствие нарушений положений Европейской конвенции было установлено лишь в 5 делах, все остальные завершились выводом о наличии таких нарушений. Основная часть (90 решений) касается права на свободу. С большим отрывом следует 61 решение ЕСПЧ по праву на справедливый судебный процесс и 57 решений по праву на защиту от жестокого и унижающего достоинство видов обращения и наказания..
Также российские власти иногда заключают мировые соглашения с заявителями, выплачивая им компенсацию за то, что дело не будет рассмотрено судьями ЕСПЧ. В 2018 году власти России заключили 98 мировых соглашений, а в 2019 году — 189 мировых соглашений.
Чаще всего в российских делах ЕСПЧ усматривал нарушения права на справедливый суд (статья 6 ЕКПЧ).
Россия как ответчик занимает второе место по количеству решений ЕСПЧ, вынесенных за все время его существования, то есть с 1959 года. Речь идет о решениях, в которых суд признал хотя бы одно нарушение прав человека. В отношении России вынесено 2365 решений.
По данным на 2017 год, Россия занимает 2-е место среди стран — членов Совета Европы по числу жалоб, рассматриваемых ЕСПЧ, и лидирует по количеству признанных ЕСПЧ нарушений Европейской конвенции о правах человека. На Россию приходится 60 % всех решений ЕСПЧ о нарушении права на жизнь, половина решений о пытках, бесчеловечном обращении либо неэффективном расследовании жалоб на них и половина решений об отсутствии «эффективных средств правовой защиты», необоснованном задержании, аресте.

## «Пилотные постановления» и постановления о системных нарушениях
Пилотное постановление Европейского суда — это окончательное решение по делу, в котором Европейский суд признает нарушение Конвенции о защите прав человека, а также устанавливает, что подобное нарушение носит массовый характер, вследствие структурной (или системной) дисфункции правовой системы государства-ответчика и предписывает этому государству предпринять определённый вид мер общего характера
- «Бурдов (№ 2) против России» (2009, «пилотное»; о невыполнении приговоров российских судов)
- «Ананьев и другие против России» (2012, «пилотное»; об условиях содержания в следственных изоляторах)
- «Аслаханова и другие против России» (2012; по оценке судьи от России А. Ковлера, «полупилотное»[45]; по выражению «Правовой инициативы по России», «квазипилотное»[46]; о недостатках расследования преступлений на Северном Кавказе)
- «Герасимов и другие против России» (01.07.2014, «пилотное»; о невыполнении решений российских судов о предоставлении жилья и коммунальных услуг)
- «Карелин против России» (20.09.2016; о производстве по делам об административных правонарушениях)
- «Томов и другие против России» (09.04.2019; об условиях перевозки заключённых)

## Межгосударственные дела с участием России
Четыре дела «Грузия против России»: одно рассмотрено; одно рассмотрено по существу, но вопрос о выплате компенсаций отложен; одно находится на рассмотрении; одно прекращено без рассмотрения по существу.
Девять жалоб «Украина против России» — в ноябре 2014 года ЕСПЧ запросил мнение России о приемлемости двух жалоб против неё, за № 20958/14 и 43800/14, поданных Украиной в марте и июне. Третью жалобу, за № 49537/14, ЕСПЧ в 2015 году исключил из списка дел, поскольку человек, права которого затронуты, подал индивидуальную жалобу против РФ по тому же делу. Четвёртая жалоба, за № 42410/15, была коммуницирована в сентябре 2015 года. Пятое дело (о Донбассе), за № 8019/16, было выделено из первого Судом в 2016 году. Жалоба по шестому делу, за № 70856/16, была подана 27.08.2015. Седьмая жалоба, за № 38334/18, подана в августе 2018 года. Восьмая жалоба подана в ноябре 2018 года, девятая в феврале 2021 года.
В 2020 году правительство Нидерландов заявило о решении подать иск к России; он был подан 15 июля и зарегистрирован под № 28525/20.
14 января 2021 года Большая палата Европейского суда по правам человека (ЕСПЧ) признала частично приемлемой жалобы Украины по ситуации в Крыму, что позволяет рассмотреть их по существу, при этом датой начала юрисдикции России над Крымом для целей процесса было определено 27 февраля 2014 года (дата начала активной фазы российской операции по овладению полуостровом), на чём настаивала Украина, а не предложенное Россией 18 марта 2014 года (дата формального включения Россией Крыма в свой состав).
В июле 2021 года Россия, впервые в своей истории, подала в ЕСПЧ межгосударственную жалобу против Украины.. В июле 2023 года ЕСПЧ снял эту жалобу с рассмотрения, мотивировав свое решение тем, что власти России перестали отвечать на запросы ЕСПЧ с момента прекращения членства России в Совете Европы, не предоставили переводы документов на русском языке.

## Дела против России, переданные на рассмотрение Большой палатой ЕСПЧ
Большой палатой приняты постановления по делам:
- «Илашку и другие против Молдовы и России» (2004)
- «Быков против России» и «Сергей Золотухин против России» (2009)
- «Сахновский против России» (2010)
- «Константин Маркин против России», «Котов против России», «Идалов против России» и «Катан и другие против Молдовы и России» (2012)
- «Яновец и другие против России» (2013; о расследовании Катынского дела)
- «Грузия против России (№ 1)» (постановление по существу в 2014 г. и по компенсации в 2019 г.; о депортациях 2006 г.)
- «Свинаренко и Сляднев против России» (2014)
- «Хорошенко против России» и «Роман Захаров против России» (2015)
- «Мозер против Молдовы и России» и «Блохин против России» (2016)
- «Хамтоху и Аксенчик против России» и «Нагметов против России» (2017)
- «Навальный против России» и «Муртазалиева против России» (2018)
- «З. А. и другие против России» (2019)

На рассмотрении Большой палаты, по состоянию на июль 2021 года, находятся дела:
- «Грузия против России (№ 2)» (о конфликте 2008 года),
- «Хасанов и Рахманов против России»,

дело «Украина и Нидерланды против России» и 3 дела «Украина против России».
.

## Постановления по делам, где Россия — одно из государств-ответчиков
Большинство постановлений по делам, где Россия — одно из государств-ответчиков, относится к событиям в Приднестровье. Это постановления по делам: «Илашку и др. против Молдовы и России» (2004, Большая палата), «Катан и др. против Молдовы и России» (2012, Большая палата) и десятки других.
К остальным относятся дела:
- «Шамаев и другие против России и Грузии» (2005),
- «Мамасахлиси против России и Грузии»
- «Ранцев против Кипра и России» (2010),
- «Белозоров против России и Украины» (2015),
- «Лисный и другие против Украины и России» (2016),
- «Развозжаев против России и Украины» (2019)

## Участие России как третьей стороны в делах против других государств
- «К. К. Ц. против Нидерландов».[62]
- «Сливенко против Латвии» (Большая палата),
- «Кононов против Латвии» (Большая палата),
- «Викуловы против Латвии»[63],
- «Сысоева и другие против Латвии» (Большая палата)[64],
- «Василевский против Латвии»[65],
- «Лаутси и другие против Италии» (Большая палата),
- «Миколенко против Эстонии».[66]
- «Коробов и другие против Эстонии»[67]
- «Т. И. и другие против Греции»[68]
- «Савицкий и другие против Латвии» (Большая палата)[69]

## Дела против РФ, в которых высказал мнение КомиссарСовета Европыпо правам человека
- Мамасахлиси против Грузии и России
- Эстемирова против России
- «Экозащита» и другие против России[70]

## Критика Россией ЕСПЧ, отношение к его постановлениям
В мае 2006 года глава МИД РФ Сергей Лавров назвал решение по «делу Илашку» политическим, а не правовым.
В 2007 году председатель Конституционного Суда РФ Валерий Зорькин заявлял, что «Европейский Суд, замещая Верховный, Арбитражный и частично Конституционный суды, выполняет роль национальной инстанции, что противоречит его природе и предназначению» и выражал мнение, что требуется как трансформировать систему прохождения дел в высших судах России, так и изменить позицию, которую занимает по этому вопросу сам Европейский Суд.
МИД России 17 мая 2010 года негативно оценил постановление Большой палаты ЕСПЧ по делу «Кононов против Латвии», заявив, что РФ «после всесторонней оценки постановления и его юридических последствий сделает соответствующие выводы, в том числе относительно построения наших дальнейших отношений как с Судом, так и с Советом Европы в целом». Государственная дума России 21 мая приняла заявление, в котором, в частности, говорится, что постановление ЕСПЧ «может быть рассмотрено не только как опасный судебный прецедент и изменение правовых подходов к оценке событий Второй мировой войны, но и как попытка инициировать пересмотр решений Нюрнбергского трибунала.» Заявление Госдумы было принято единогласно (за него проголосовали 443 депутата). Президиум Совета Федерации России направил В. Кононову обращение, в котором счёл, что «решение основано не на нормах права, а продиктовано исключительно политическими соображениями». Минюст России 28 мая 2010 года сделал заявление, в котором говорится, что «подход ЕСПЧ к применению общепринятых международных норм и принципов (..) вызывает глубокое сожаление. В то же время, даже в этой редакции решение Европейского Суда не может толковаться как порочащее освободительную миссию советского народа в борьбе с фашистским агрессором». Президент России Д. Медведев прокомментировал постановление ЕСПЧ, сказав, что «по сути, пересмотр ранее состоявшегося решения — это абсолютно политически ангажированное действо».
Председатель Конституционного суда Валерий Зорькин и президент Дмитрий Медведев заявляли, что Россия не передавала Европейскому суду по правам человека часть своего суверенитета, позволяющую принимать решения по изменению российского законодательства. Президент и глава Конституционного суда подчеркнули, что при определении границ компетенции ЕСПЧ необходимо исходить из того, что именно Россия ратифицировала договор, которым учреждена юрисдикция ЕСПЧ. Валерий Зорькин указывал, что Россия не должна принимать к исполнению те решения ЕСПЧ, которые идут вразрез с Конституцией Российской Федерации, указывая, в частности, на дело К. Маркина (о дискриминации по признаку пола), по которому позиции ЕСПЧ и КС разошлись.
В 2011 году в Госдуму был внесён законопроект о возможности блокирования решений Европейского суда по правам человека Конституционным Судом России; законопроект подвергся критике генсека Совета Европы Т. Ягланда.
В 2012 году министр иностранных дел С. Лавров расценил как политизированный подход суда к делу «Катан и другие против Молдовы и России».
В 2014 году президент России Владимир Путин заявил, что ряд решений ЕСПЧ принял очень политизированно; вместе с тем функции, для которых ЕСПЧ был создан, суд, по словам президента, не выполняет. В конце 2014 года, когда суд решил не рассматривать апелляцию России на июльское постановление по делу ЮКОСа, которым на РФ возлагалось обязательство выплатить бывшим акционерам компании 1,866 млрд евро, министерство юстиции заявило, что решение невозможно объяснить с точки зрения правовой логики; заместитель министра Г. Матюшкин назвал решение предвзятым.. В феврале 2023 года Владимир Путин вновь отметил, что в последнее время отдельные решения ЕСПЧ носили откровенно политизированный и абсолютно неприемлемый характер.

## Автоматизация подачи однотипных жалоб в ЕСПЧ
В 2019 году правозащитный центр «Мемориал» и ОВД-Инфо создали программу по автоматическому написанию жалоб в ЕСПЧ для лиц, привлечённых за участие в уличных акциях. Сгенерированную программой жалобу проверял юрист, после чего она направлялась в ЕСПЧ. Адвокат правозащитного центра «Мемориал» Марина Агальцова предположила, что такую жалобу ЕСПЧ рассмотрит по облегчённой процедуре. Такая автоматизация понравилась не всем правозащитникам. Руководитель юридической службы правозащитного проекта «Апология протеста» Алексей Глухов (в том числе в связи с такой автоматизацией) высказал опасение, что «будет принято пилотное решение, которым Европейский суд заблокирует рассмотрение жалоб тысяч россиян на привлечение к ответственности из-за участия в акциях протеста».

## Исполнение Россией решений ЕСПЧ
Россия ежегодно выплачивает по постановлениям ЕСПЧ компенсации. Большая часть выплаченных средств — компенсации за нарушение прав человека в уголовном процессе. При этом ежегодные выплаты по компенсациям за нарушение прав в уголовном процессе по решениям ЕСПЧ превышают те суммы, которые российские суды присуждают лицам, признанным российскими судами пострадавшими от незаконного уголовного преследованиями. Россия лидирует в Совете Европы по длительности сроков исполнения решений ЕСПЧ. По данным кандидата юридических наук К. М. Худолей, средний срок исполнения Россией решений ЕСПЧ составлял 9,7 года, что превышало срок исполнения решений ЕСПЧ в других странах Совета Европы. Три четверти постановлений ЕСПЧ власти России просто не исполняют. По состоянию на сентябрь 2018 года Россия из принятых против неё 2380 постановлений ЕСПЧ исполнила только 608 (25,5 %). По подсчётам Института права и публичной политики и «Коммерсанта», на 2020 год минимум 62 % решений Европейского суда ожидали исполнения от РФ. По данным Совета Европы, на июнь 2022 года в Комитет министров с момента присоединения России к Совету Европы, ЕСПЧ передал 3395 дел (в том числе 306 ведущих), из которых неисполненными остались 2030 дел (в том числе 222 ведущих).

### Выплаты по решениям ЕСПЧ
В 2014 году по решениям ЕСПЧ Россия должна была выплатить 1,879 млрд евро (из этой суммы 1,866 млрд евро приходилось на выплаты по решению по делу ЮКОСА). Таким образом в 2014 году суммы, которые должна была заплатить Россия, составляли 92 % от всех денег, что должны были другие страны. Это с учётом выплаты по делу ЮКОСА, которую Россия не стала производить.
Ежегодные выплаты России по решениям ЕСПЧ невелики: в 2016 году в федеральном бюджете на эти цели было зарезервировано около 9 млн евро (600 млн рублей). Большую часть этих выплат составляют компенсации за нарушения, допущенные при уголовном судопроизводстве — в 2016 году таких компенсаций было выплачено из федерального бюджета на общую сумму в более, чем 424 млн руб., а в 2017 году — более 900 млн руб. Выплаты за нарушение уголовного судопроизводства по решениям ЕСПЧ в отношении России намного выше, чем выплаты по решениям российских судов реабилитированным лицам за незаконное уголовное преследование. Так в 2016 году в России на выплаты компенсаций за незаконное уголовное преследование было потрачено из федерального бюджета 177,7 млн рублей, а в 2017 году — только 164,7 млн руб.
В 2018 году произошло снижение сумм, которые Россия была обязана платить по решениям ЕСПЧ. Если в 2017 году ЕСПЧ присудил России заплатить заявителям суммарно 14,6 млн евро, то в 2018 году этот показатель составил 13,1 млн евро (по сумме присуждённой компенсации Россия заняла в 2018 году второе место в Совете Европы после Албании).
В 2019 году сумма, назначенная ЕСПЧ по жалобам против России, составила 28,5 млн евро. За 2019 год Министерство юстиции Российской Федерации выплатило по решениям ЕСПЧ 1,135 млрд рублей.
В 2020 году ЕСПЧ присудил заявителям по жалобам против России около 11,5 млн евро.
В начале июня 2022 года было объявлено, что с начала членства в Совете Европы ЕСПЧ назначил компенсации заявителям против России на общую сумму в 2,02 млрд евро. Из этой суммы Россия уплатила на тот момент 74 млн евро. Россия осталась должна (без учета компенсации по делу ЮКОСа) по решениям ЕСПЧ 74 млн евро (в том числе 10 млн евро по делу «Грузия против России»).

### Законодательное установление права властей России не исполнять некоторые решения ЕСПЧ
В 2015 году группа депутатов Госдумы обратилась в Конституционный суд с просьбой оценить возможности признания и исполнения постановлений ЕСПЧ, противоречащих положениям Конституции и правовым позициям КС. Заявители сослались, в частности, на дело ЮКОСа и дело Анчугова и Гладкова (о запрете участвовать в выборах для всех лиц, отбывающих срок лишения свободы). Суд решил, что «Россия в порядке исключения может отступить от исполнения возлагаемых на неё обязательств, если такое отступление является единственным возможным способом избежать нарушения основополагающих конституционных принципов».
15 декабря 2015 года президент РФ Владимир Путин подписал закон, позволяющий Конституционному суду полностью или частично игнорировать резолюции Европейского суда по правам человека. Причиной для такого решения является тот случай, если решение последнего предположительно приводит к расхождению с Конституцией России. Сам законопроект был принят в ускоренном режиме Госдумой РФ (был внесён 18 ноября, принят — 4 декабря), «за» него проголосовали 436 парламентариев, «против» высказались только Дмитрий Гудков, Сергей Петров и объявленный в розыск Илья Пономарев (по доверенности). Сами поправки позволили Конституционному суду Российской Федерации легализовывать отказ российских властей от исполнения решения ЕСПЧ, требующего исполнения мер как общего, так и индивидуального (включая требование о выплате назначенной ЕСПЧ денежной компенсации). Поправки также дали Конституционному суду Российской Федерации фактическое право на пересмотр принятых им ранее решений, если решение ЕСПЧ им противоречит.
На Постановление Конституционного суда Российской Федерации от 19 января 2017 года, разрешающее не исполнять решения ЕСПЧ, иногда ссылаются суды общей юрисдикции, отвечая на доводы жалоб. Например, судья Свердловского областного суда Наталия Краснова при рассмотрении оштрафованной за участие в несанкционированном митинге сторонников Алексея Навального Ирины Норман в решении от 12 декабря 2017 года отметила:

Ссылки на практику Европейского суда по правам человека об отсутствии в действиях Норман И. С. состава нарушения не свидетельствуют, поскольку приведенные постановления являются актами толкования права по конкретным делам и не подлежат исполнению, если они вступают в противоречие с положениями Конституции Российской Федерации, относящимися к основам конституционного строя России. Указанная правовая позиция выражена в Постановлении Конституционного Суда Российской Федерации от 19 января 2017 года № 1-П.
Ни в одной стране, входящей в Совет Европы (кроме России), законодательно по состоянию на 2017 год не предусмотрена возможность неисполнения решения ЕСПЧ.

#### Список решений ЕСПЧ, которые Россия отказалась исполнять
- «Анчугов и Гладков против России» (о предоставлении активного избирательного права заключённым). В 2016 году, после принятия соответствующих изменений в закон о Конституционном суде, Минюст России обратился в КС с запросом об исполнимости решения ЕСПЧ по делу «Анчугов и Гладков против России».[106] 19 апреля 2016 года Конституционный Суд провозгласил Постановление по этому делу, заявив, что общие меры про этому решению не подлежат исполнению, но что федеральный законодатель вправе (но не обязан) перевести отдельные режимы отбывания свободы (например, колонии-поселения) в альтернативные виды наказания, не считающиеся лишением свободы и тем самым дать содержащимся в них лицам избирательные права[107]. В 2017 году в России ввели принудительные работы, которые с 2018 года стали назначать заключённым, отбывшим часть наказания. По состоянию на июль 2019 года принудительные работы отбывали в России около 3 тысяч человек[108]. Отбывающие принудительные работы содержатся в специальных центрах, имеют право на 18-дневный отпуск, но (в отличие от заключённых) не получают питания, одежды и обязаны оплачивать коммунальные услуги за проживание в общежитии[109]. Отбывающие принудительные работы заключёнными не считаются и имеют право голоса на выборах. В связи с этим Комитет министров Совета Европы в 2019 году признал решение ЕСПЧ по делу «Анчугов и Гладков против России» исполненным[110].
- Дело ЮКОСа. (выплата бывшим акционерам компании в размере 1,866 млрд евро) В 2017 году КС счёл, что Россия вправе не выплачивать компенсацию бывшим акционерам ЮКОСа, присуждённую им ЕСПЧ.[111]. При этом Конституционный суд разрешил выплатить эту сумму, но не из государственных средств, а лишь в случае, если будет выявлено новое имущество ЮКОС и погашены долги компании перед кредиторами (в том числе перед государством)[112].

### Отмена решений судов по уголовным делам
Согласно российскому уголовно-процессуальному законодательству, в случае выявления ЕСПЧ определённых нарушений по уголовном судопроизводстве судебное решение подлежит отмене, а дело направляется на пересмотр. Решение о пересмотре принимает президиум Верховного суда Российской Федерации. В 2016 году Председатель Верховного суда Российской Федерации внес в Президиум 77 представлений в связи с решениями ЕСПЧ. В результате были отменены 36 приговоров и 31 постановление по уголовным делам.

### Пересмотр решений российских судов по гражданским и административным делам
В силу статьи 392.4.4 Гражданского процессуального кодекса Российской Федерации решение ЕСПЧ, в котором по делу заявителя признаны нарушения, считается новым обстоятельством, дающим право на пересмотр гражданского дела. На практике заявлений о пересмотре гражданских дел по решениям ЕСПЧ гораздо меньше, чем заявлений о пересмотре уголовных дел. Так, за 2019 год всеми судами России было рассмотрено 2 заявления о пересмотре гражданских дел в связи с решениями ЕСПЧ. По обоим заявлениям в пересмотре судебных решений было отказано. Причины отказа в пересмотре бывают разными. Например, 8 ноября 2013 года Преображенский районный суд Москвы отказался пересматривать дело об отмене усыновления супругами Агеевыми двух приёмных детей несмотря на то, что ранее ЕСПЧ по жалобе Агеевых (у Агеевых в 2009 году изъяли детей по обвинению в жестоком обращении с ними, а в 2010 году Ларису Агееву осудили за неисполнение обязанностей по воспитанию детей в уголовном порядке) признал решение об отмене усыновления нарушающим Европейскую конвенцию по правам человека (со ссылкой на необоснованное вмешательство в семейную жизнь). В обоснование отказа Преображенский районный суд отметил, что решение ЕСПЧ «не содержит прямого указания на необходимость пересмотра решения национального суда, восстанавливая при этом нарушенные права заявителей».
Решение ЕСПЧ также может быть новым обстоятельством — основанием для пересмотра административного дела. На практике такие пересмотры административных дел встречаются редко. В 2019 году в России были всеми судами были рассмотрены 2 заявления о пересмотре решений по административным делам в связи с решением ЕСПЧ, из которых не было удовлетворено ни одного.

### Пересмотр решений российских судов по делам об административных правонарушениях
Кодекс Российской Федерации об административных правонарушениях не содержит нормы о пересмотре решения по делу по вновь открывшимся обстоятельствам (в том числе в случае признания нарушений прав привлечённого к административной ответственности лица со стороны ЕСПЧ).
Заявитель в случае вынесения решения ЕСПЧ в его пользу может только подать жалобу на вступившее в законную силу постановление о назначении административного наказания в суд субъекта Российской Федерации или в Верховный суд Российской Федерации. Однако если заявитель такие жалобы уже подавал и они уже были рассмотрены, то он не вправе подать вновь жалобу несмотря на решение ЕСПЧ.

## Россия и ЕСПЧ после исключения России из Совета Европы
С 16 марта 2022 года Россия была исключена из Совета Европы, что означало выход России из-под юрисдикции ЕСПЧ. После этого ЕСПЧ приостановил рассмотрение всех жалоб, поданных против России, — до рассмотрения правовых последствий решения Комитета министров Совета Европы об исключении России из Совета Европы. В решении ЕСПЧ о приостановлении сказано:

В соответствии с резолюцией комитета министров о том, что РФ прекращает быть членом Совета Европы с 16 марта 2022 года… суд принял решение приостановить рассмотрение всех жалоб против РФ до рассмотрения им правовых последствий данной резолюции для работы суда…
На момент исключения России из Совета Европы в ЕСПЧ находилось на рассмотрении около 17 тысяч жалоб, поданных против России. Кандидат юридических наук Олег Анищик уточнил, что из 17 787 жалоб против России, находившихся в ЕСПЧ на начало 2022 года, большинство — 12 366 жалоб находились на самом первом этапе разбирательства (то есть в отношении них не было принято даже первичного решения о приемлемости).
23 марта 2022 года ЕСПЧ возобновил рассмотрение и приём жалоб против России. В своем решении от 22 марта 2022 года ЕСПЧ указал, что ЕСПЧ имеет право рассматривать жалобы на нарушения Россией Конвенции (и ратифицированных Россией Протоколов к ней), если эти нарушения произошли до 16 сентября 2022 года. В резолюции Комитета министров Совета Европы от 23 марта 2022 года указано:
- Комитет министров продолжит надзор за исполнением Россией решений ЕСПЧ и мировых соглашений;
- Представители России будут участвовать в заседаниях Комитета Министров по вопросам исполнения решений ЕСПЧ и мировых соглашений с целью предоставления и получения информации по делам, по которым Россия является государством-ответчиком (заявителем), но не будут иметь права участия в принятии решений Комитетом министров Совета Европы и не смогут участвовать в голосовании.

Кандидат юридических наук Олег Анищик 17 мая 2022 года отметил, что после исключения России Генеральная прокуратура Российской Федерации (несмотря на то, что закона о неисполнении решений ЕСПЧ еще не было) перестала реагировать на обращения ЕСПЧ по жалобам против России, в том числе по жалобам, поданным до 15 марта 2022 года, в том время как ЕСПЧ продолжал жалобы против России рассматривать:

…судя по делам, которые я веду, Генпрокуратура прекратила какую бы то ни было переписку с Европейским Судом по правам человека: в частности, она не представляет письменные замечания по коммуницированным жалобам (и не запрашивает дополнительное время для этого — просто никак не реагирует), не комментирует документы от заявителей, не делает ничего. Однако Европейский Суд по правам человека, который некоторое время, кажется, всё же ожидал какой-то реакции от российских властей, с недавних пор активно взялся за рассмотрение жалоб против России: сообщил, что российские власти не отвечают и назначил по таким делам время для представления позиций заявителей, то есть фактически продолжил рассмотрение жалоб, несмотря на игнорирование со стороны Генпрокуратуры.
Прекращение ответов на запросы ЕСПЧ стало одним из оснований снятия в июле 2023 года с рассмотрения жалобы России против Украины.
В июне 2022 года в России вступил в силу федеральный закон, который определил следующий порядок отношений с ЕСПЧ:
- Решения ЕСПЧ, вступившие в законную силу после 15 марта 2022 года, не исполняются властями России — не выплачивается компенсация, назначенная ЕСПЧ, а сами эти решения не являются основанием для пересмотра гражданских, уголовных и административных дел;
- Компенсации по решениям ЕСПЧ, вступившим в законную силу до 15 марта 2022 года, выплачиваются только в рублях, причём только через банки, расположенные на территории России.

Эти нормы стали применяться — власти России отказывали в выплате компенсации по решениям ЕСПЧ, вступившим в законную силу после 15 марта 2022 года. Так, в 2022 году Генеральная прокуратура Российской Федерации сообщила заявителю (постановление по его жалобе было вынесено и вступило в законную силу 21 июля 2022 года), которому ЕСПЧ назначил 3900 евро компенсации в связи с его привлечением за участие в митинге 12 июня 2017 года в Москве, что компенсация ему властями России выплачена не будет.
В декабре 2022 года Тверской районный суд Москвы признал законным отказ Генеральной прокуратуры Российской Федерации выплатить гражданину компенсацию, назначенную на основании постановления ЕСПЧ от 21 июля 2022 года. В решении суда по делу № 02а-1441/2022 сказано, что компенсация, назначенная административному истцу постановлением Европейского суда по правам человека от 21 июля 2022 «Горюнков и другие против Российской Федерации» выплачена быть не может в силу следующего:

Обязательства, вытекающие из Конвенции о защите прав человека и основных свобод, являются добровольно взятыми на себя обязательствами государства и не являются правовыми требованиями по смыслу гражданского законодательства Российской Федерации. Механизм их исполнения национальным законодательством не регулируется. Соответствующие вопросы регулируются Конвенцией о защите прав человека и основных свобод, Регламентом Европейского Суда, текстами его постановлений и решений, а также документами Комитета министров Совета Европы.
Российским законодательством, в том числе Федеральным законом от 02.10.2007 N 229-ФЗ «Об исполнительном производстве», не предусмотрен порядок принудительного исполнения постановлений и решений Европейского Суда по правам человека, в том числе в части выплаты присужденной денежной компенсации.
Европейский Суд неоднократно отмечал, что его постановления, по существу, носят декларативный характер и в целом государства свободны в выборе мер и способов, направленных на их исполнение (например: постановление Европейского Суда от 13 июня 1979 года по жалобе N 6833/74 «Маркс против Бельгии»). Национальные суды или иные органы государственной власти не осуществляют контроль и мониторинг исполнения государствами — членами Совета Европы постановлений и решений Европейского Суда по правам человека. Согласно ч. 2 ст. 46 Конвенции такой контроль осуществляет исключительно Комитет министров Совета Европы, в том числе в отношении осуществления выплат по постановлениям и решениям Европейского Суда.

Федеральным законом от 11 июня 2022 года N 183-ФЗ «О внесении изменений в отдельные законодательные акты Российской Федерации и признании утратившими силу отдельных положений законодательных актов Российской Федерации» внесены изменения в отдельные положения процессуального законодательства, касающиеся пересмотра судебных актов, принятых судами Российской Федерации, на основании постановлений Европейского Суда по правам человека (ЕСПЧ), а также установлено, что постановления ЕСПЧ, вступившие в силу после 15 марта 2022 года, не подлежат исполнению в Российской Федерации.
29 ноября 2023 года Московский городской суд оставил это решение без изменения, при этом в апелляционном определении не было указано никакой новой мотивировки права властей России не исполнять решение ЕСПЧ.
Комитет министров Совета Европы продолжил надзор за исполнением решений ЕСПЧ властями России и в опубликованном в 2023 году отчете за 2022 год констатировал:
- В 2022 году в Комитет министров Совета Европы поступили из ЕСПЧ для надзора за исполнением 413 дел против России (в 2021 году поступили 267 дел);
- На контроле Комитета министров Совета Европы на конец 2022 года находилось 2352 российских дела (из них 62 «ведущих»);
- В 2022 году власти России отчитались об исполнении решений ЕСПЧ по 4 делам (в 2021 году — по 130 делам);
- В 2022 году были 4 случая полной выплаты присужденной ЕСПЧ компенсации со стороны властей России;
- Не были подтверждены выплаты по 791 делу;
- Власти России перестали отчитываться перед Комитетом министров Совета Европы и Комитет был вынужден расширить контакты с российским гражданским обществом и другими международными организациями. В 2022 году в Комитете министров Совета Европы получили 13 обращений по российским делам от некоммерческих организаций.

Несмотря на то, что в 2022 году из российского законодательства были исключены нормы о пересмотре судебных решений в случае установления ЕСПЧ нарушения в конкретном деле, ЕСПЧ продолжил выносить решения против России, в котором отказывал в назначении компенсации. Так, 18 января 2024 года ЕСПЧ опубликовал два решения, в которых признал факт нарушения прав заявителей в уголовном процессе со стороны российских судов, но в компенсации отказал, указав, что самого установления факта нарушения достаточно.
В деле «Кобалия и другие против России», предметом которого стало законодательство России об иностранных агентах, суд отметил, что выход страны из Совета Европы не отменяет обязанности сотрудничать с ее органами, несмотря на отказ государства в участии в рассмотрении дела.